# Entodon perplicatus
Entodon perplicatus är en bladmossart som beskrevs av Thériot och Potier de la Varde 1923. Entodon perplicatus ingår i släktet Entodon och familjen Entodontaceae. Inga underarter finns listade i Catalogue of Life.